# ローター・ヴァレー

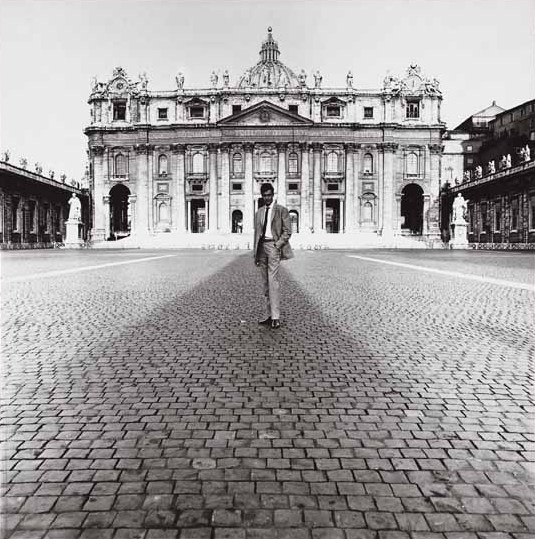
サンピエトロ寺院前での自画像、1964

ローター・ヴァレー（Lothar Wolleh, 1930年1月20日ベルリン - 1979年9月28日 ロンドン）は、ドイツの写真家。
1960年代末まで広告写真家として活躍した。その後世界の著名画家、彫刻家及び パフォーマンス・アーティストの肖像画を描いた。そしてゲオルク・バーゼリッツ、ヨーゼフ・ボイス、ジョン・ティンゲリー、ルネ・マグリット、ギュンター・ユッカー、ゲルハルト・リヒターあるいはクリスト等、合計109名の著名芸術家の写真を撮影した。.

## 生涯
ヴァレーは1946年から1948年までベルリン・ヴァイセンゼーにある応用芸術大学の初級教育と具象美術部で勉強した。若きヴァレーは1950年にスパイ活動の嫌疑によりロシア占領軍により逮捕され、1956年までUSSRの懲罰収容所Workutaに監禁された。最初に死刑宣告を受けたが、この死刑はまず25年、そしてその後15年の坑内強制労働に減刑された。ヴァレーはコンラート・アデナウアーによるドイツ戦時捕虜の帰還についての交渉により1956年にベルリンに戻ることができた。
ヴァレーは釈放後、1956年から1957年にかけてベルリンにある写真、グラフィックおよびファッションの職業専門学校であるレッテ・フェラインでの教育を修了した。1958年には青少年戦争被害者のための世界教会協議会の数ヶ月にわたる休暇プログラムによりスウェーデンにあるゴットランド島に滞在し、その生涯においてこの地方の人間と景観を愛するようになった。
1959年から 1961年にかけて Wolleh はルール地方にあるフォルクヴァング大学エッセンの造形フォルクヴァング学校で勉強した。写真家オットー・シュタイネルトはヴァレーの教師の一人であった。

## 作品
ヴァレーは個人写真家として1962年から1979年までデュッセルドルフで主に広告分野において活躍した。ドイツ鉄道あるいはフォルクスワーゲン等の著名企業はヴァレーのクライアントであった。

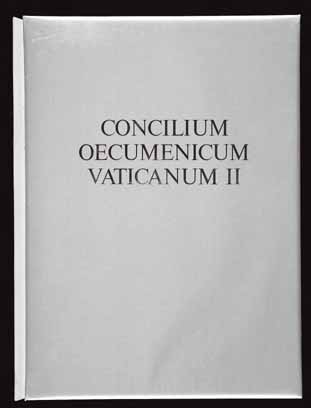
「司教会議II. バチカン司教会議」のカバー。ローター・ヴァレー、シュツッツガルト 1965

ヴァレーは1962年から1965年にかけてローマで第2回バチカン司教会議を撮影し、その後エミール・シュミッツ神父の協力により、1965年にベルサー出版社からヴァレーの最初の写真集「司教会議II.バチカン司教会議」が出版された。ヴァレーは1975年には聖年祭を記録し、これを機会にフォリオ写真集「Apostolorum Limina」(1975)を発表した。

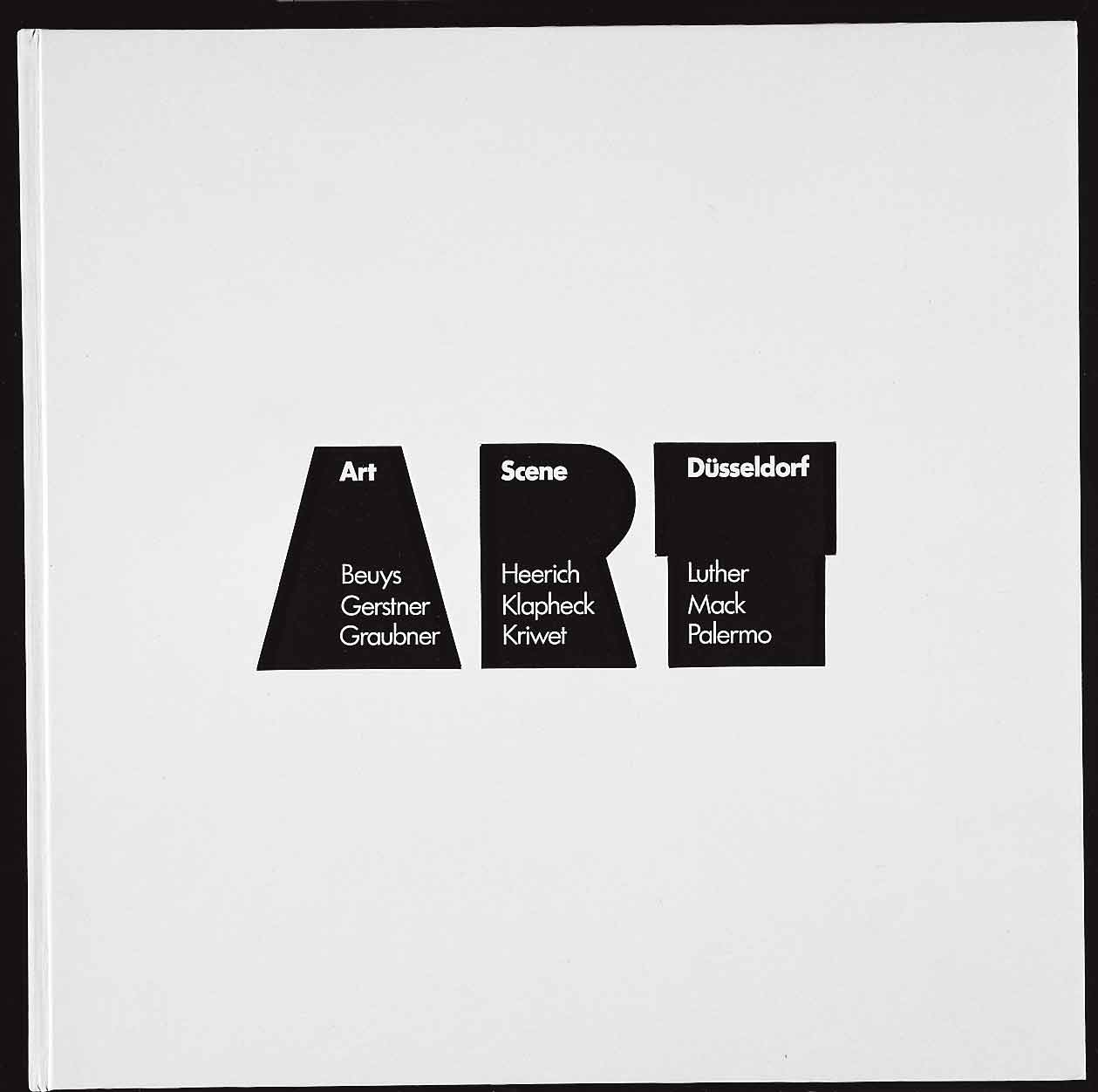
「デュッセルドルフのアートシーン」のカバー ローター・ヴァレー、シュツッツガルト 1972

友人のドイツの画家であり、オブジェ・アーティストであるギュンター・ユッカーの提案により、ヴァレーは1967年から体系的にゲルハルト・リヒター、ニキ・ド・サンファル、ジョン・タンガリー等の100名以上に及ぶ世界の著名画家、彫刻家、そしてパフォーマンス・アーティストの肖像画を描き始めた。そしてこの肖像画シリーズから数多くの大々的な写真集プロジェクトが生まれた。
ヴァレーは1969年に数ヶ月間にわたりソビエト連邦を旅行した。この旅行において撮影された写真は、1970年に出版された本「USSR、ソ連国家とその人々」の始めの部分に見出すことができる。1970年にはヨーゼフ・ボイスの「フィルツTV」のパフォーマンスを撮影した。更なるプロジェクトとしては1971年のストックホルム近代美術館での展示会を準備するボイスの写真、そして同じ年にこのアーティストとのコラボにおいて開発し、1973年に発表した「水中の本」、1972 シリーズ 「デュッセルドルフのアートシーン」、そして「アポストロルム・リミナ」を挙げることができる。その後ヴァレーは未完の写真集「チェストホヴァの黒いマドンナ」と「ヴァヴェル城」の作業のために1977年から1979年にかけてポーランドに何度も滞在した。
ヴァレーはその作品において厳格なシンメトリー画構成において正確に構想し、表現する非常に個性的な造形原則を追及した。更なる特徴としては基本的に正方形のフォーマットによる白黒写真を挙げることができる。ヴァレーは全部で109名のアーティストの肖像画を作成した。
2007年までに開催された単独展示会は以下の通りである「ローター・ヴァレー–フォトズ 1959から1979」ブレーメン美術館、ホーフハイム町立博物館、アーレン芸術博物館、そしてコブレンツのドイツ騎士団の館

### 肖像画を作成した芸術家

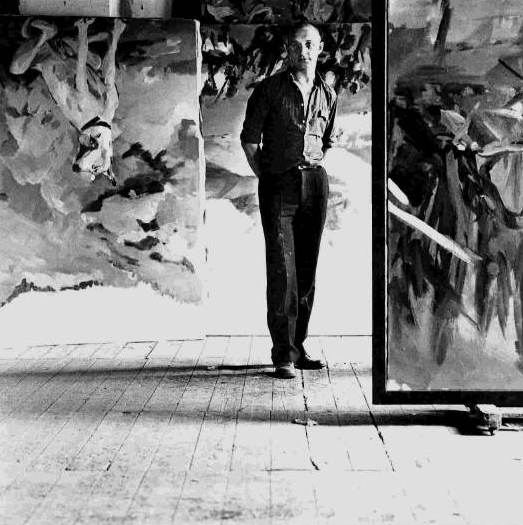
ゲオク・ヴァゼェリッツ
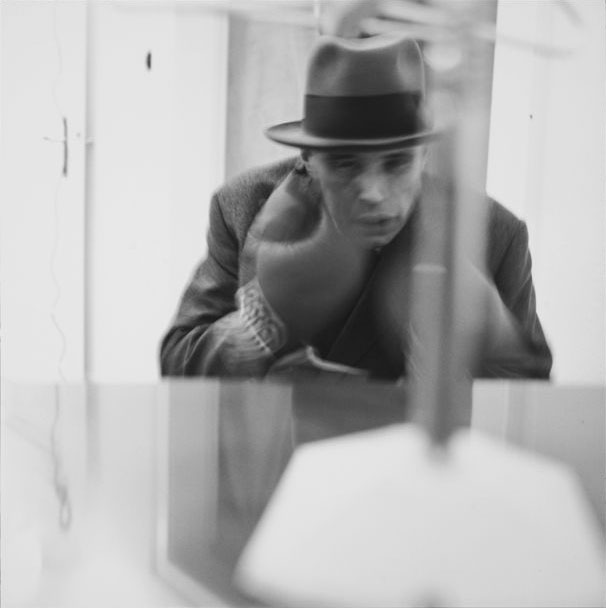
ヨーゼフ・ボイス
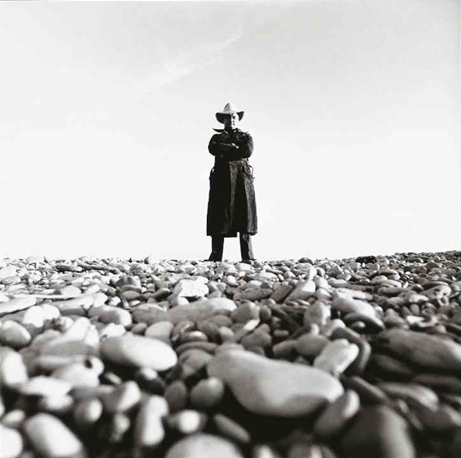
アルマン
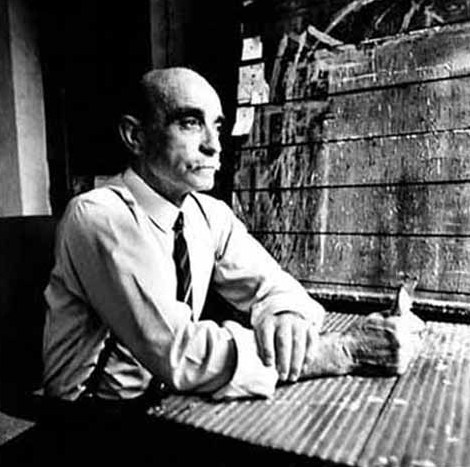
ルーチョ・フォンタナ
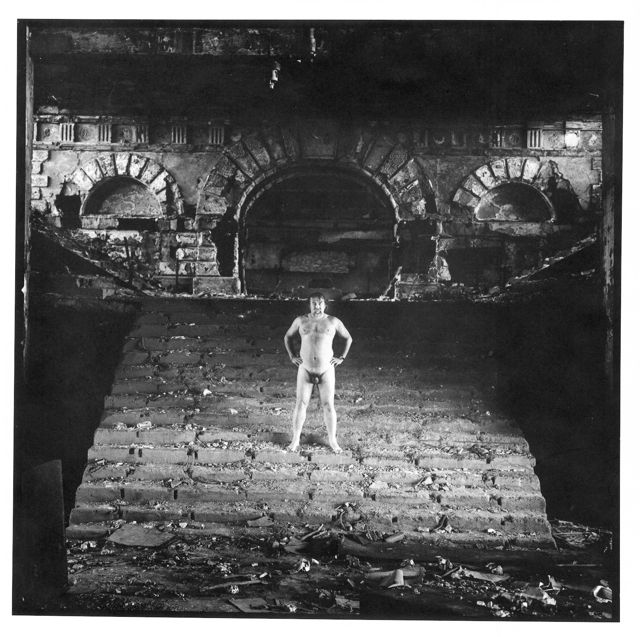
エドワード・キンホルツ
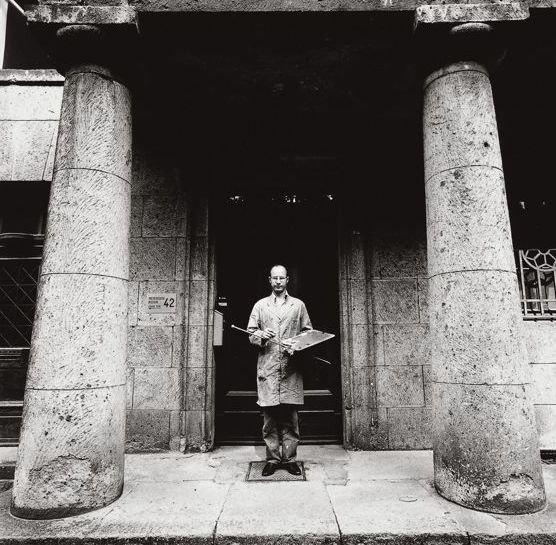
コナルド・クラプヘック
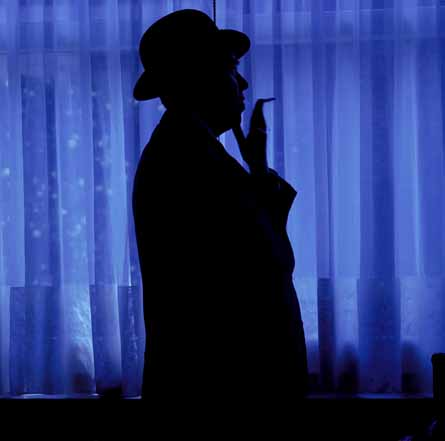
ルネ・マグリット
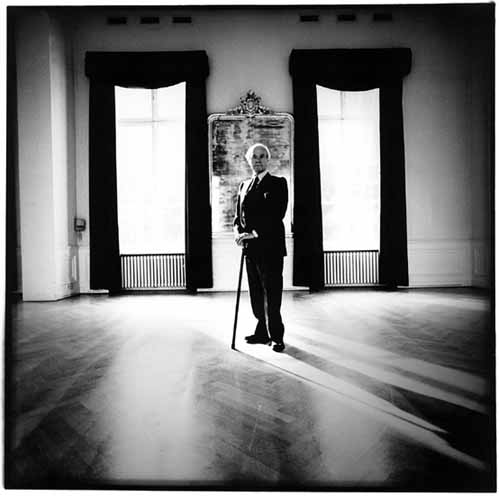
ヘンリー・ムーア
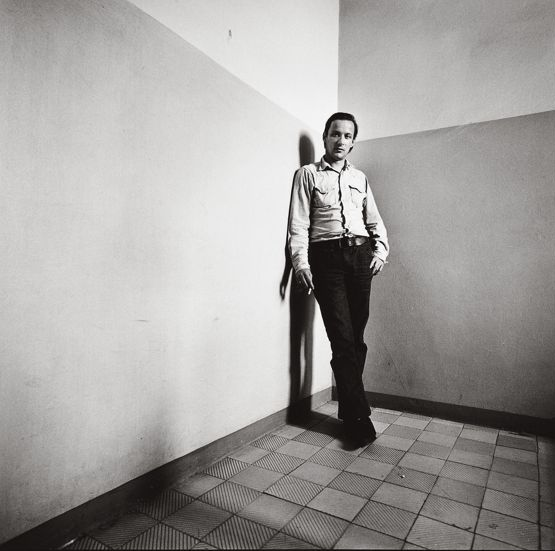
ヴリンキー・パレルモ
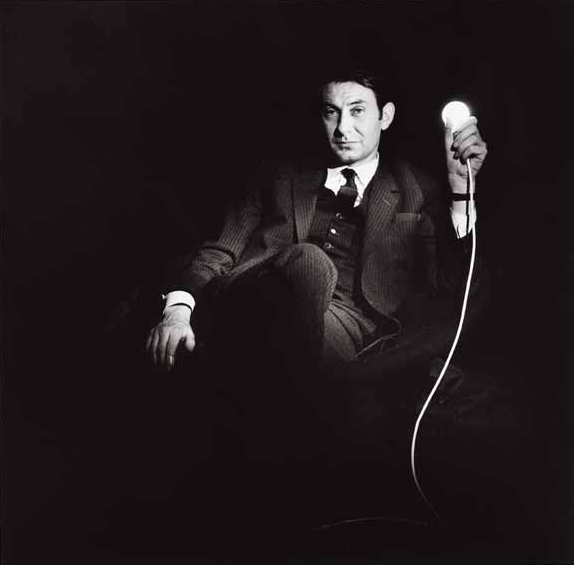
オト・ピーネ
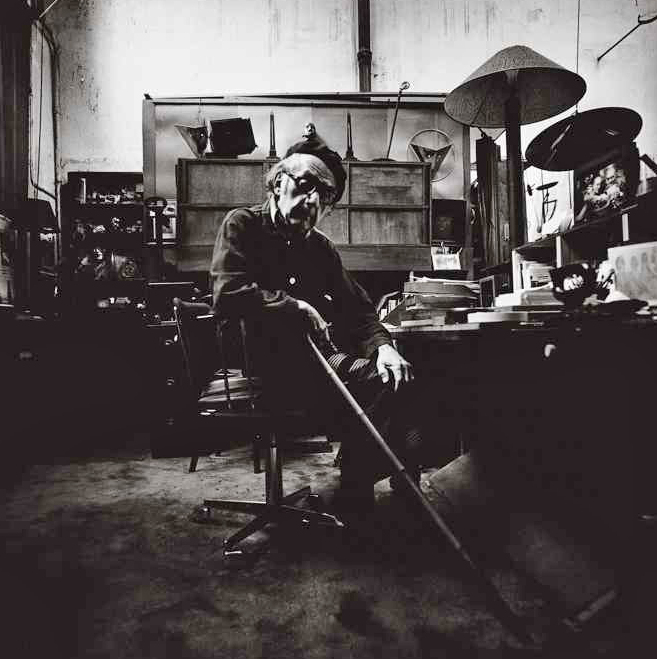
マン・レイ
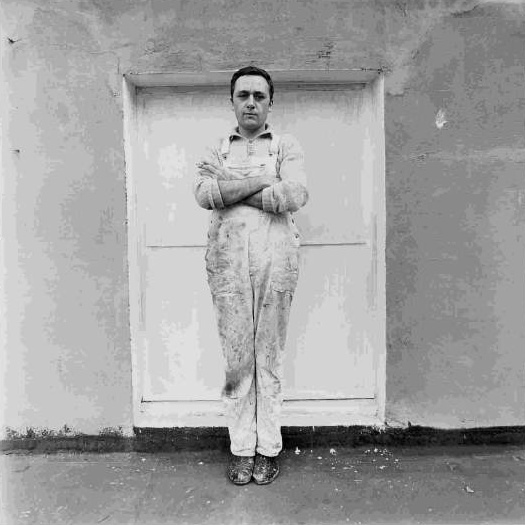
ゲルハルト・リヒター
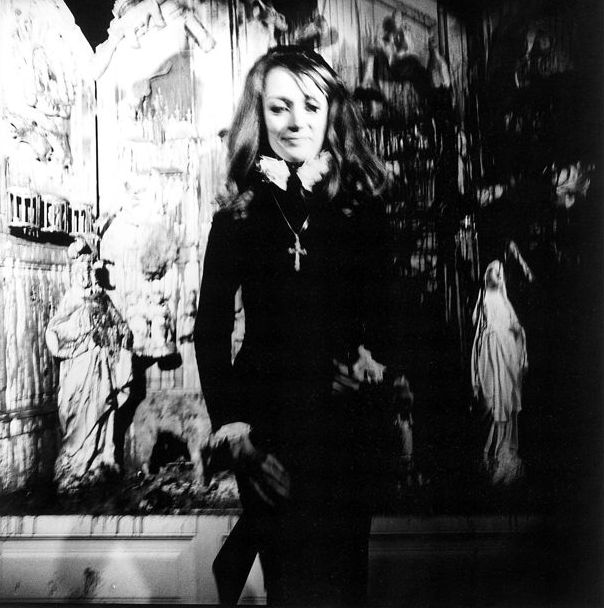
ニキ・デ・サンファルト
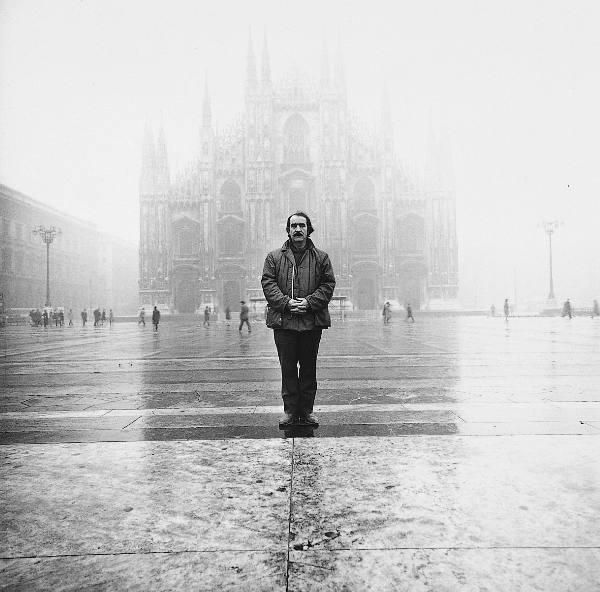
ジョン・タンガリー
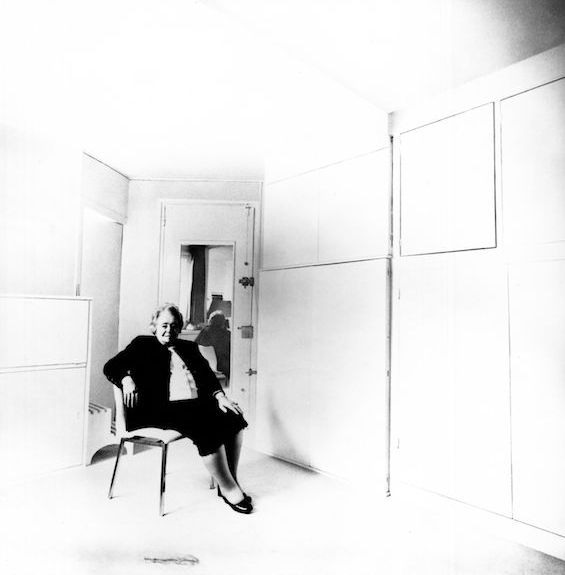
ゾニア・ドローネー
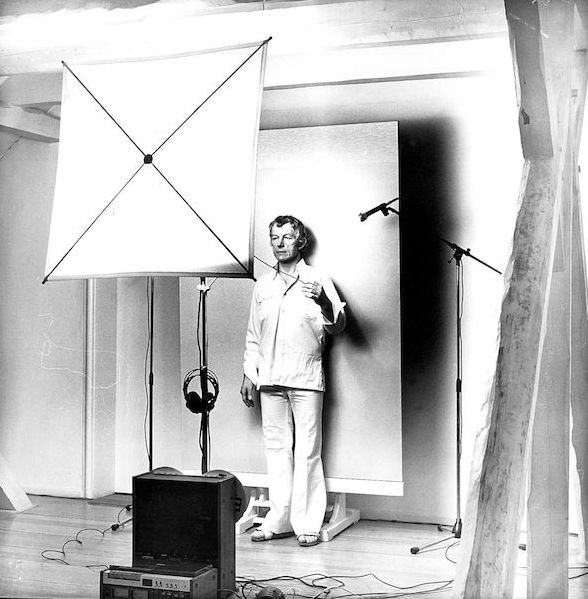
ローマン・オタカー
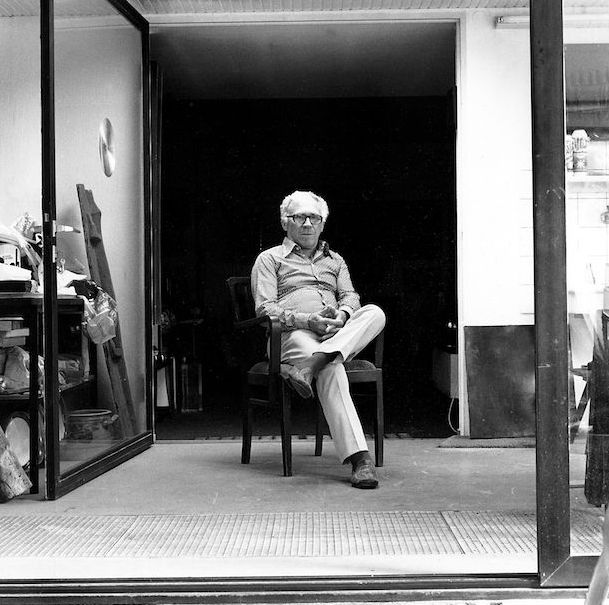
アドルフ・ルター
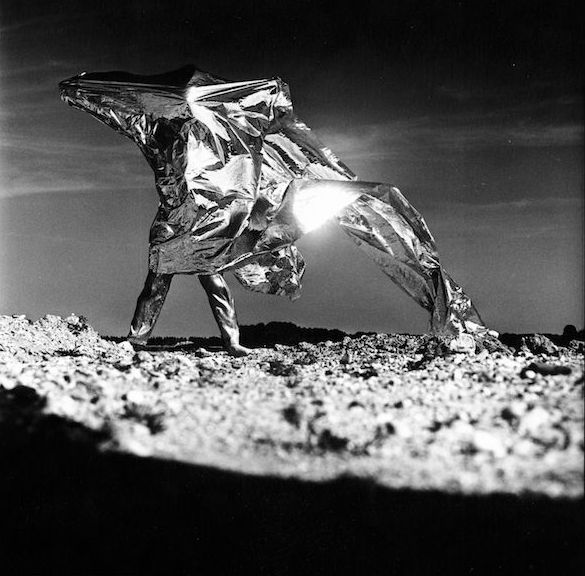
ハインツ・マック
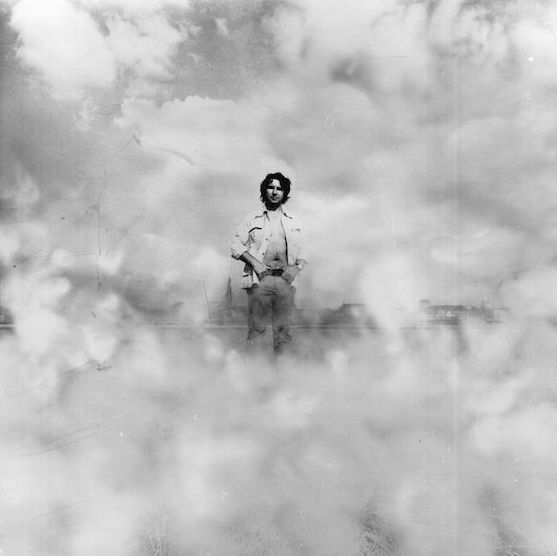
ゴタード・ゲオプナー
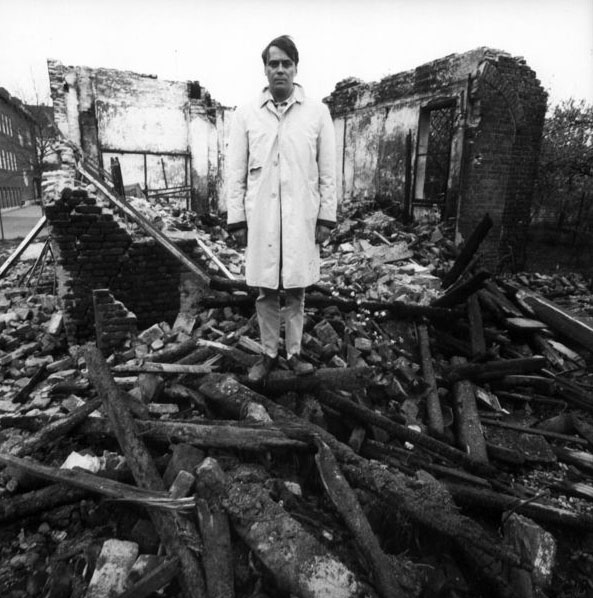
グンター・ウカ
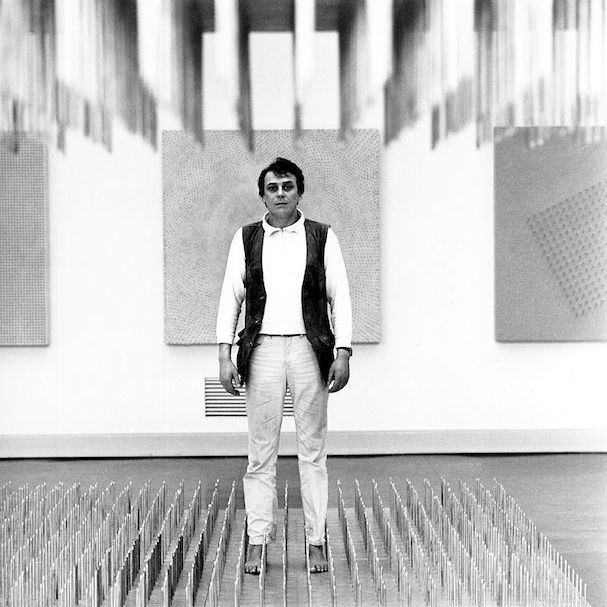
グンター・ウカ
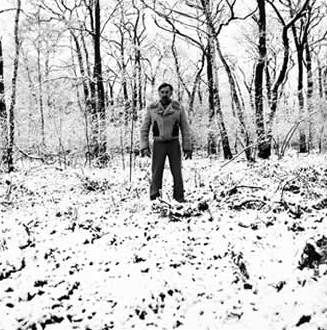
ハーバート・ツァングス

更に以下のアーティストの肖像画を作成した。

### 刊行物 (Nur die Überschrift übersetzten)
- 1965: ローター・ヴァレー: 「司教会議 II. バチカン司教会議」Chr. Belser Verlag
- 1970: ローター・ヴァレー: 「USSR、ソビエト国家とその人々」 Chr. Belser Verlag, ISBN 3-7630-1548-5.
- 1971: Günther Uecker, Lothar Wolleh: 「ナーゲルブーフ」 Verlag Galerie Der Spiegel, Köln.
- 1972: ローター・ヴァレー: 「デュッセルドルフのアートシーン 1.」 Chr. Belser Verlag
- 1975: ローター・ヴァレー: 「アポストロルム・リミナ」 Arcade Verlag
- 1978: Günther Uecker: 「ルードヴィッヒ・ベートーヴェンのレオノーレ。オペラ構想」 Belser Verlag

## 展示会 (抜粋)  (Nur die Überschrift übersetzten)
- 1962: 「オットー・シュタイネルトと教え子、写真展示会」 Gruppenausstellung in der Göppinger Galerie, Frankfurt am Main
- 1964: 「カラー写真、バチカンの写真」 Einzelausstellung: Schatzkammer des Essener Münsters. Die Ausstellung wurde vom Essener Bischof Hengsbach (am 21. März 1964) eröffnet
- 1965: 「ローマ司教会議のカラー写真作品群」 Einzelausstellung in der Galerie Valentin, Stuttgart
- 1980: 「ローター・ヴァレー: 芸術家の自画像。アートオブジェ、写真」 Einzelausstellung der Künstlerporträts in der Städtischen Kunsthalle Düsseldorf
- 1986: 「ローター・ヴァレー– 芸術作品としての写真」 Einzelausstellung der Lippischen Gesellschaft für Kunst e. V. im Detmolder Schloss

posthum
- 1995: 「ローター・ヴァレー 1930–1979: 芸術家の自画像 –アートオブジェ、写真」 Kunstmuseum Ahlen
- 2005–2007: 「ローター・ヴァレー、再発見: 写真1959年から1979年」 Kunsthalle Bremen, Ludwig Museum Koblenz, Kunst-Museum Ahlen, Stadtmuseum Hofheim am Taunus
- 2006: 「パフォーマンスでのヨーゼフ・ボイス、芸術の治癒力」 Gruppenausstellung: museum kunst palast, Düsseldorf
- 2008: 「写真が芸術史を描く」 Gruppenausstellung: museum kunst palast, Düsseldorf
- 2008: 「不滅! アーティストの写真」 Staatliche Museen zu Berlin, Kunstbibliothek
- 2008: 「ローター・ヴァレー:アーティストの自画像」 Galerie f5,6, München
- 2009: 「ローター・ヴァレー: Portraits d'artistes」 Goethe-Institut Paris
- 2012: 「ローター・ヴァレー: ストックホルム近代美術館のヨーゼフ・ボイス、1971年1月」 Hamburger Bahnhof – Museum für Gegenwart, Berlin
- 2012: 「コツィル – ローター・ヴァレーの写真、ベルリン」 Bonifatiushaus Fulda
- 2013: 「ローター・ヴァレー (1930–1979) : 写真で見る第2回バチカン司教会議 : 写真」 Franz Hitze Haus, Münster
- 2015: 「ローター・ヴァレー – ZERO–アーチスト」 Galerie Pavlov’s Dog, Berlin

## パブリック・コレクション  (Nur die Überschrift übersetzten)
- ブレーメン美術館
- アーレン芸術博物館
- フォルクヴァング博物館, Essen
- クンストパラスト美術館, Düsseldorf
- テート・モダン, London
- スコットランド国立美術館, Edinburgh

## 文献 (Nur die Überschrift übersetzten)
- Karl-Heinz Hering: 「ローター・ヴァレー。アーティストの自画像、アートオブジェ、写真」 Kunstverein für die Rheinlande und Westfalen, Düsseldorf 1980.
- Wulf Herzogenrath, Burkhard Leismann (Hrsg.): 「ローター・ヴァレー、再発見、写真 1959–1979」 Hauschild Verlag, Bremen 2005, ISBN 3-89757-304-0.
- Kristina Lowis (Hrsg.): 「不滅! アーティストの写真」 Staatliche Museen zu Berlin, Berlin 2008, ISBN 978-3-88609-656-5.
- Udo Kittelmann (Hrsg.) u. a.: 「ローター・ヴァレー、ストックホルム近代美術館のヨーゼフ・ボイス、1971年1月」 Buchhandlung Walther König, Köln 2012, ISBN 978-3-86335-263-9.

## ウェブリンク
- Lothar Wollehについてのオリバー・ヴォレーのサイト
- 「ローター・ヴァレー – 再発見」 コブレンツのドイツ騎士団の館内のルードヴィッヒ博物館
- 「ローター・ヴァレー：ストックホルム近代美術館のヨーゼフ・ボイス、1971年1月」、ベルリン・ハンブルガー・バーンホフ現代美術館の展示会
- Ausführliche Biografie und Bildbeispiele von Lothar Wolleh